# Chorkunstakademie Moskau
Die Chorkunstakademie Moskau (heute  Viktor-Popov-Chorkunstakademie Moskau; russisch Академия хорового искусства имени В. С. Попова) ist eine 1991 gegründete russische Chorschule und seit 1996 Hochschule für Chormusik in Moskau. – Die sieben Akademie-Chöre konzertieren weltweit.

## Geschichte

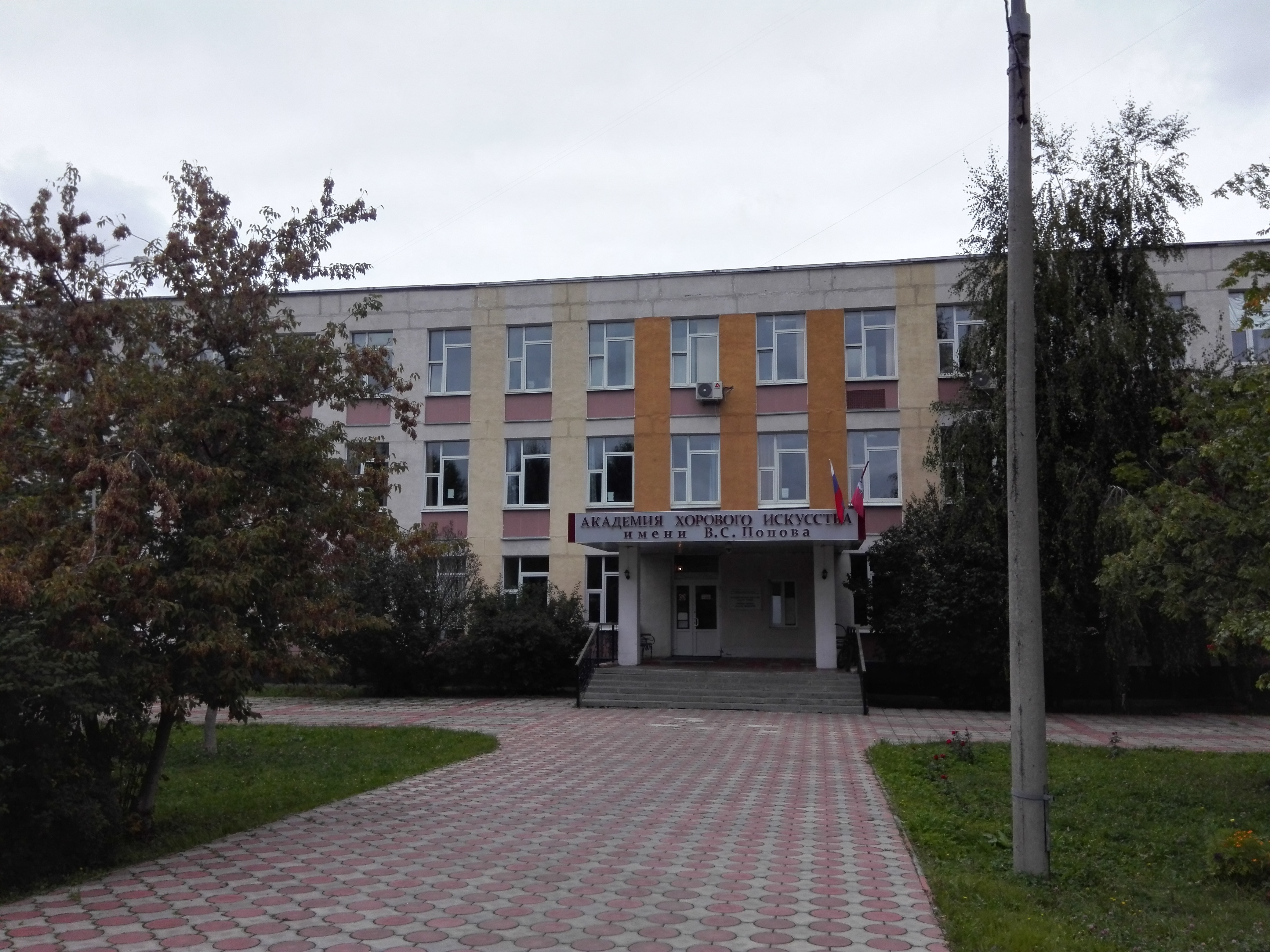
Chorkunstakademie Moskau (2015)

Die Chorkunstakademie Moskau wurde 1991 auf Basis der Moskauer Chorfachschule gegründet, auf Initiative von Prof. Victor S. Popow. Er war auch der erste Rektor und künstlerischer Leiter.
Die Spezialschule für Chormusik pflegt die jahrhundertelange Tradition der russischen Ausbildung von Profi-Musikern im Bereich der Chorkunst. So werden begabte Kinder von der musikalischen Früherziehung über der mittleren Reife bis zum Abitur gezielt im Chorgesang ausgebildet.
Mit der Gründung der Akademie wurden zwei Abschlussabteilungen eröffnet – Chordirigieren (Ausbildung in der Fachrichtung „Künstlerische Leitung eines akademischen Chores“) und Sologesang (Ausbildung in der Fachrichtung „Musik- und Theaterkunst“).
Das Ausbildungsprogramm umfasst neben den Spezialfächern Dirigieren und Sologesang eine ganze Reihe von Disziplinen eines Berufsausbildungsmoduls: Vokalensemble, Musiktheaterklasse, Bühnensprache und -schauspiel, Solfeggio und Harmonielehre, Musikgeschichte, Klavier und viele andere. Die Studierenden erhalten eine breite geisteswissenschaftliche Ausbildung. Neben Kursen zur Geschichte des Vaterlandes, Kulturwissenschaften, Philosophie und Ästhetik werden Vorlesungen zur Geschichte der Chor-, Musik- und Theaterkunst, Psychologie und Soziologie angeboten. Zusätzlich zu den traditionell absolvierten Fremdsprachenkursen (Italienisch, Englisch) haben die Studierenden die Möglichkeit, lateinische Gesangstexte zu studieren und optional Kurse in Deutsch und Französisch zu belegen.

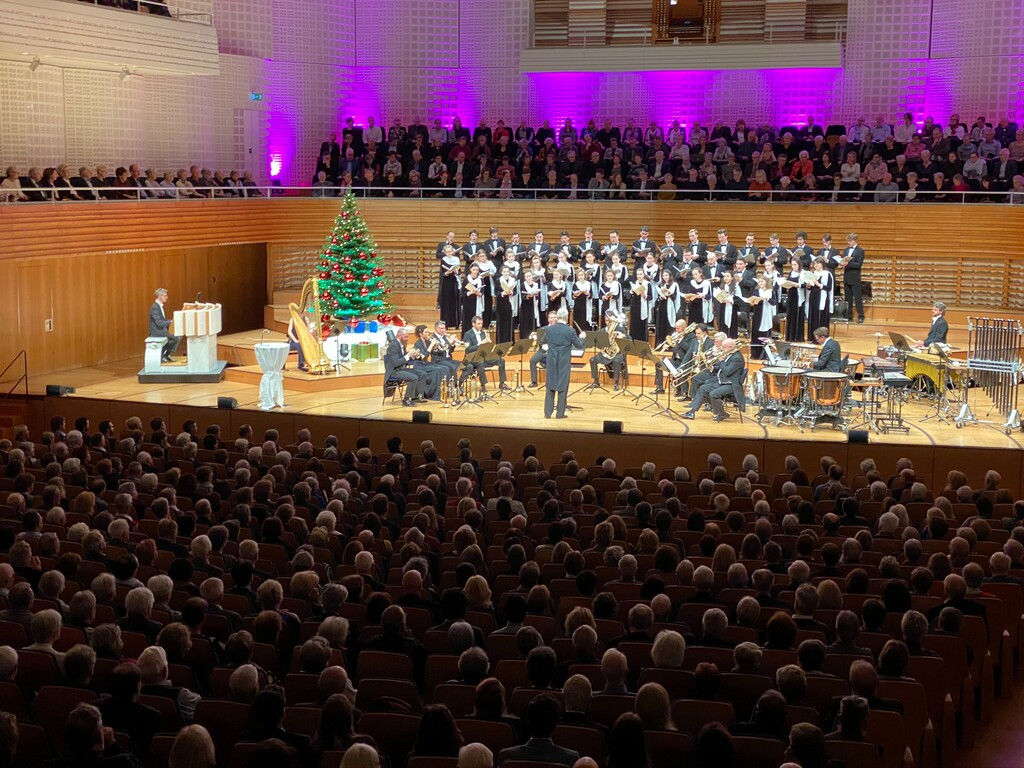
Der Moskauer Kathedralchor am Weihnachtskonzert von Obrasso Concerts im KKL Luzern.

Seit 1996 werden von der Akademie auch ein Postgraduales Studium und Repetitoren-Lehrgänge angeboten.
Wie früher üblich besuchen heute ausschließlich Knaben ab 7 Jahren die Chorfachschule. An der Hochschule studieren auch Mädchen ab 18 Jahren. Die Chorkunstakademie bildet sieben Chorensembles aus: einen Knabenchor, einen Jugendchor, einen Männerchor sowie vier gemischte Chöre, zu denen auch der Moskauer Kathedralchor zählt.
Das Repertoire der Akademie-Ensembles umfasst die gesamte Bandbreite geistlicher und weltlicher Musik vom Altertum bis zur Moderne. Neben bekannten Meisterwerken sind auch Uraufführungen oder selten aufgeführte Werke in ihren Programmen zu finden.
In den jährlich über 50 Konzerten der Akademie singen kleine Kammerensembles wie auch der Gesamtchor mit über 200 Mitgliedern, letzterer trat bei den Aufführungen der 8. Sinfonie von Mahler und des Oratoriums Christus von Liszt auf.
Dabei stehen die Akademie-Chöre immer wieder mit weltbekannten Künstlern wie u. a. Cecilia Bartoli, Andrea Bocelli, Montserrat Caballé, José Carreras, Renée Fleming, Dmitri Hvorostovsky, Ljuba Kasarnowskaja, Makvala Kasrashvili, Sergei Leiferkus, Jelena Obraszowa, Olga Peretyatko und Anna Netrebko auf der Bühne. Neben den schönsten Sälen Moskaus, wie dem Bolschoi-Theater, geben die Chorensembles auch Konzerte in vielen berühmten Kirchen und Konzerthäusern Europas, Asiens und Amerikas. Regelmäßig werden die Akademie-Chöre auch zu internationalen Musikfestivals wie u. a. dem Bodenseefestival, dem Schleswig-Holstein Musik Festival, dem Rheingau Musik Festival, den Bregenzer Festspielen, den Walkenrieder Kreuzgangkonzerten oder den Obrasso Concerts im KKL Luzern eingeladen.
Die Akademie-Ensembles haben über 2000 Werke für Hörfunk und Fernsehen sowie für Schallplatten und CD aufgenommen. Die Diskografie der Chorkunstakademie umfasst mehr als 40 Aufnahmen, russischer und europäischer Musiklabels.
Auch einige internationale Preise und Auszeichnungen wurden  in den letzten Jahren gewonnen.
Die offizielle Aufnahme der Russischen Nationalhymne, die täglich im Radio zu hören ist, wird ebenfalls vom Großen Chor der Chorkunstakademie Moskau gesungen.
Im September 2009 wurde die Akademie nach ihrem Gründer Viktor S. Popow  benannt.

## Ensembles
Chorkunstakademie Moskau
- Knabenchor
- Jugendchor
- Männerchor

Gemischte Chöre
- Großer Chor
- Moskauer Kathedralchor
- Kleiner Chor
- Kammerchor

## Leitung
Seit 2004 ist Nikolay Azarov für die internationalen Beziehungen der Chorkunstakademie verantwortlich, im Jahr 2008 wurde er zum stellv. Rektor ernannt.
Er übernahm die Betreuung der breiten Konzerttätigkeit der Akademie, die Organisation und Durchführung von weltweiten Tourneen sowie die Planung russischer Festivals, darunter das Festival der Jugendchöre »Youg Voices of Russia«. Dank seines Engagements erhalten die Studierenden eine umfassende internationale Konzertpraxis.
Im Jahr 2015 wurde Azarov auch zum künstlerischen Leiter und Chefdirigenten des Moskauer Kathedralchores berufen.

## Diskografie (Auswahl)
- Nikolai Rimski-Korsakow: The legend of the invisible city of Kitezh. (Koch International, München 1997)
- Ernest Chausson: Le roi Arthus. (Koch International, München 1998)
- Sergei Rachmaninow: Vespermesse. (Duo-phon-Musikverlag, Berlin 2002)
- Arvo Pärt: Berliner Messe. (Delta Music, Frechen 2004)
- Ave Maria. (Duo-phon-Musikverlag, Berlin 2005)
- Russische Weihnacht. (Sony Music Entertainment, München 2010)

Siehe auch → Moskauer Kathedralchor